# Phelliactis michaelsarsi
Phelliactis michaelsarsi is een zeeanemonensoort uit de familie Hormathiidae.
Phelliactis michaelsarsi is voor het eerst wetenschappelijk beschreven door Carlgren in 1934.